# Anas Doukkali
 (janvier 2019).
Si vous disposez d'ouvrages ou d'articles de référence ou si vous connaissez des sites web de qualité traitant du thème abordé ici, merci de compléter l'article en donnant les références utiles à sa vérifiabilité et en les liant à la section « Notes et références ».
Anas Doukkali (en arabe: انس الدكالي), née le 4 avril 1973, est un professeur et homme politique marocain. Il est nommé ministre de santé, le 22 janvier 2018, dans le gouvernement de Saâdeddine El Othmani.

## Biographie

### Parcours politique
Anas Doukkali a rejoint le Parti du progrès et du socialisme, où il est devenu membre du comité et du bureau du parti. En 2003 et puis 2009, il sera élu membre du Conseil de la Ville de Rabat.
Anas Doukkali est devenu député à la chambre des représentants avant d'occuper le poste du membre du Conseil régional Rabat-Salé-Zemmour-Zaers.
Nommé ministre de la santé le 22 janvier 2018, son mandat est marqué par une importante grève des étudiants en médecine, en pharmacie et médecine dentaire des facultés publiques.